# Adrian Langer
Adrian Langer (ur. 31 maja 1973) – polski matematyk, profesor nauk matematycznych. Specjalizuje się w geometrii algebraicznej, analizie zespolonej oraz teorii osobliwości. Profesor zwyczajny w Instytucie Matematyki Wydziału Matematyki, Informatyki i Mechaniki Uniwersytetu Warszawskiego oraz profesor w Instytucie Matematycznym PAN. 

## Życiorys
W okresie szkolnym stypendysta Krajowego Funduszu na rzecz Dzieci. Ukończył studia matematyczne na Uniwersytecie Warszawskim. Stopień doktorski uzyskał na Uniwersytecie Warszawskim w 1998 na podstawie pracy pt. Odwzorowania dołączone powierzchni algebraicznych, przygotowanej pod kierunkiem prof. Jarosława Wiśniewskiego. Habilitował się w 2004 na podstawie dorobku naukowego i rozprawy pt. Nierówności dla klas Cherna snopów na rozmaitościach. Tytuł naukowy profesora nauk matematycznych otrzymał w 2012.
Członek Polskiego Towarzystwa Matematycznego oraz Centralnej Komisji do spraw Stopni i Tytułów. Wypromował troje doktorów.
Swoje prace publikował w takich czasopismach jak m.in. „Annals of Mathematics”, „Inventiones Mathematicae”, „American Journal of Mathematics”, „Duke Mathematical Journal”, „Documenta Mathematica”, „Journal für die Reine und Angewandte Mathematik”, „Journal of the European Mathematical Society" oraz „Journal of the London Mathematical Society”.
W 2021 został członkiem korespondentem Towarzystwa Naukowego Warszawskiego.

## Nagrody i wyróżnienia
- Nagroda im. Kazimierza Kuratowskiego (2002)[12]
- Nagroda im. Sierpińskiego III Wydziału PAN (2004)[4]
- Laureat nagrody Bessela Fundacji Humboldta (Niemcy, 2011)[4]
- Laureat pierwszej edycji francuskiej Nagrody Szolema Mandelbrojta przyznawanej wybitnym polskim matematykom, którzy nie ukończyli 45 lat (2015)[12]
- Laureat Nagrody Instytutu Matematycznego PAN za wybitne osiągnięcia naukowe w zakresie matematyki (2015)[13]
- Nagroda im. Stefana Banacha (2016)[14]